# 榛
榛（别名榛子）为桦木科榛属的植物。

## 形态特征
落叶灌木或小乔木；幼枝有软毛及腺毛；圆卵形至倒卵形的叶子，顶端稍平截，有长尖头，边缘有不规则锯齿和小裂片；早春先叶开花，雌雄同株，雄花排列成柔荑花序，雌花包于花芽内，仅露红色花柱，花黄褐色；小坚果近球形，托有钟状总苞，总苞较坚果长，具有6—9个三角形裂片，果实叫榛子，果皮坚硬，果仁可食；花期為3一4月，11月結果。

## 分佈區域
分布于西伯利亚、日本、朝鲜、远东地区以及中国大陆的吉林、河北、山西、辽宁、陕西、黑龙江等地，生长于海拔200米至1,000米的地区，见于山地阴坡灌丛中。
中国北方有丰富的野生榛，据不完全统计，二十世纪五十年代，中國东北约有榛林166.7万亩，年产榛子2500万公斤以上。国外方面，西亚、欧洲地中海沿岸、北美等国家栽培欧榛已有七百多年历史，有许多优良品种，为国际贸易市场四大坚果之一。
不同种类的榛对温度要求不一。欧榛喜温暖湿润的气候，平均為13—15℃。平欧杂交种较欧榛抗寒，适宜年均气温7.5—13℃。榛子为喜光植物，一般要求年日照时数在2100小时以上，否则花芽形成少，产量低。榛树喜在肥沃，通气性良好的砂壤土上生长，尤其平欧杂交种对土壤要求高。干燥的砂土、粘重土、沼泽地、盐渍地和低洼地均不宜建立榛园。平欧杂交种要求土壤pH值6.5—7.5，欧榛为5.5—7。

## 延伸阅读
[在维基数据编辑]
 《欽定古今圖書集成·博物彙編·草木典·榛部》，出自陈梦雷《古今圖書集成》
 《植物名實圖考·榛》，出自吳其濬《植物名實圖考》

## 外部連結
- 榛, Zhen （页面存档备份，存于） 藥用植物圖像數據庫 (香港浸會大學中醫藥學院) （繁體中文）（英文）
- .  21. 中国科学院植物研究所: 050. 1979 –iPlant 植物智植物物种信息系统 （中文（中国大陆））.